# Hartum
Hartum is een deelgemeente van de gemeente Hille in de Kreis Minden-Lübbecke in de deelstaat Noordrijn-Westfalen in Duitsland. Tot januari 1973 was Hartum een zelfstandige gemeente.
Het gemeentehuis van de gemeente Hille staat te Hartum.

## Geboren in Hartum
- Abraham Jacobi, (1830-1919), grondlegger kindergeneeskunde.

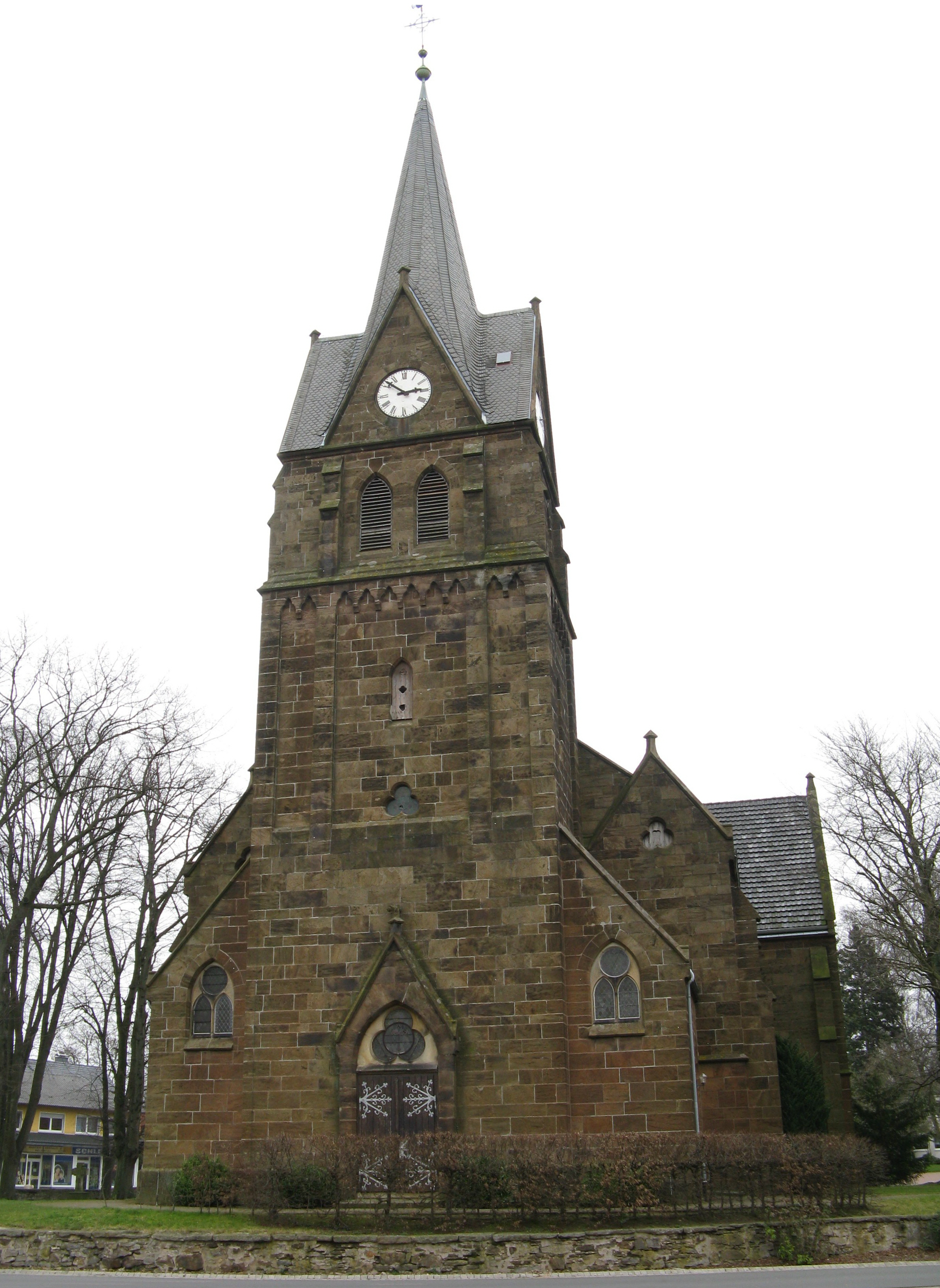
Kerk van Hartum
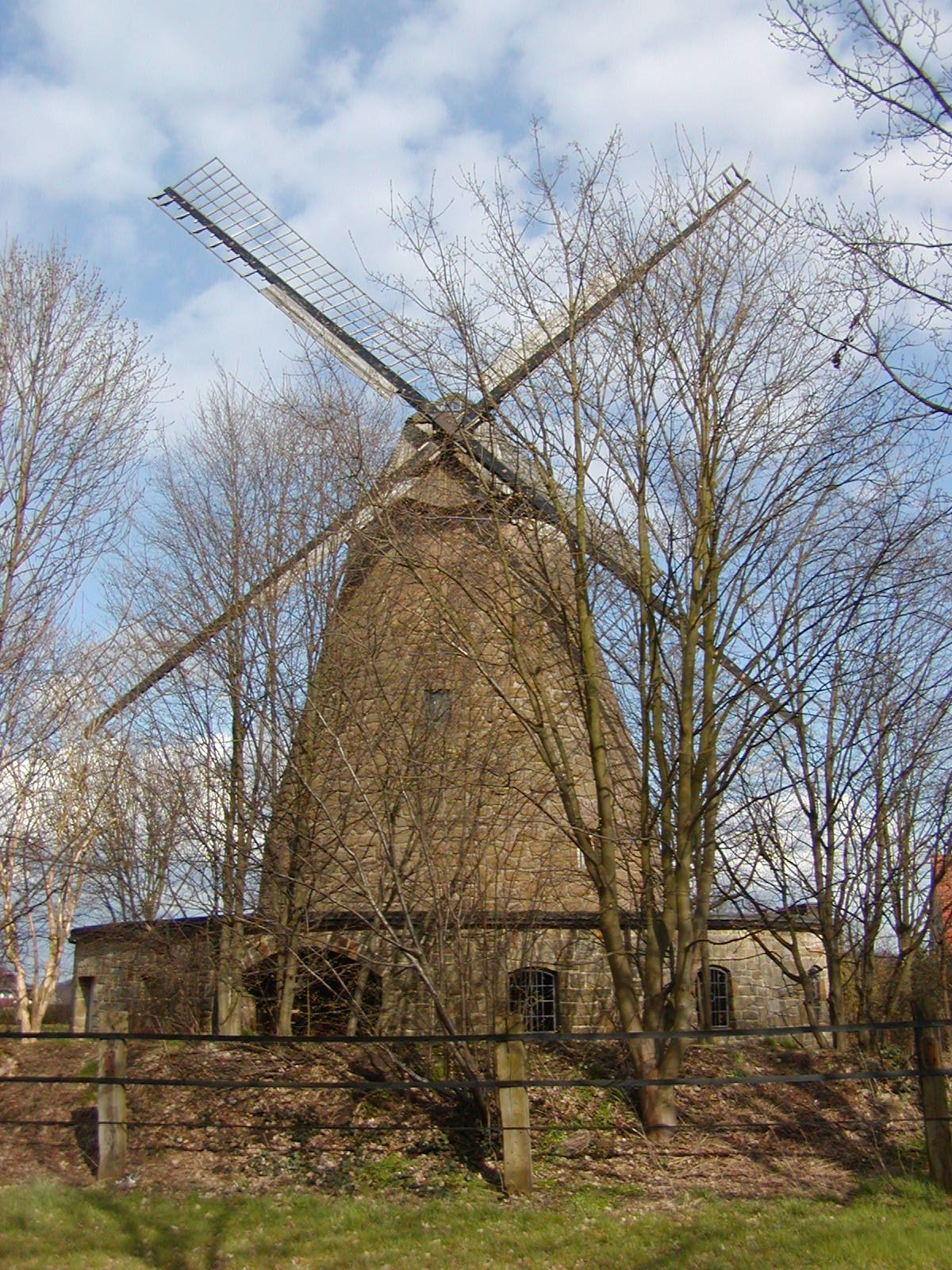
Molen van Hartum